# Bermet Akayeva
Bermet Askarevna Akayeva (em quirguiz: Бермет Аскаревна Акаева; nascido em 3 de junho de 1972, em Leningrado) é uma política quirguiz sendo ex-deputada. Ela é filha do ex-presidente deposto do Quirguistão, Askar Akayev. 
Bermet Akayeva graduou-se na escola de física e matemática em 1989, estudou na Faculdade de Matemática Computacional e Cibernética da Universidade Estatal de Moscovo de 1989 a 1992 e na Escola de Negócios de Lausanne de 1992 a 1994. Posteriormente, trabalhou na Comissão de Compensações das Nações Unidas em Genebra como assistente jurídica. Em 2000, se mudou para o Quirguistão e se envolveu em negócios lá.
Bermet, assim como o seu irmão Aydar Akayev, concorreram ao Parlamento durante as eleições legislativas de 2005. Ao mesmo tempo, Roza Otunbayeva, uma importante figura da oposição, teve seu registro cancelado no mesmo distrito onde Akayeva concorria. O Partido 'Alga, Quirguistão' liderado por Akayeva foi acusado de numerosas maquinações e falsificações durante as eleições. Depois de fugir durante a Revolução das Tulipas, Bermet Akayeva regressou ao Parlamento em 14 de abril de 2005, encontrando protestos populares que a acusaram de tentar provocar tensões dentro do país.
No entanto, em 16 de maio, o seu mandato foi revogado pela Comissão Eleitoral Central do Quirguistão. Eles realizaram uma investigação sobre a votação no distrito de Akayeva e determinaram que as eleições na área eram ilegítimas.
No início de agosto de 2007, Akayeva, que havia conquistado um mandato parlamentar nas eleições parciais em Kemin, foi acusada de "obstrução da justiça, desacato ao tribunal e roubar, destruir, danificar ou ocultar documentos, chancelas ou selos" em conexão com tumultos que ocorreram na província de Chuy, no norte do país, em abril de 2007.